# Astyanax pynandi
Astyanax pynandi is een straalvinnige vissensoort uit de familie van de karperzalmen (Characidae). De wetenschappelijke naam van de soort is voor het eerst geldig gepubliceerd in 2003 door Casciotta, Almirón, Bechara, Roux & Ruíz Díaz.